# América FC (ES)
Der América Futebol Clube (portugiesisch für „Amerika Fußball-Klub“), in der Regel nur kurz América genannt, war ein Fußballverein aus Vitória im brasilianischen Bundesstaat Espírito Santo.

## Erfolge
- Staatsmeisterschaft von Espírito Santo: 1917, 1922, 1923, 1925, 1927, 1928
- Torneio Início: 1922, 1923, 1926, 1943

## Stadion
Der Verein trug seine Heimspiele im Estádio Joaquim Calmon in Linhares aus. Das Stadion hat ein Fassungsvermögen von 2000 Personen.